# Luigi Manzoni
Pour les articles homonymes, voir Manzoni.
Luigi Manzoni (1888-1968) est un agronome italien né à Agordo dans la province de Belluno en Italie. Il fit des études d'agronomie à Pise pour enfin se passionner pour la vigne. Il passa une grande partie de sa vie à l'École œnologique de Conegliano, où il fit des expériences de croisements de fleurs de vignes, à l'instar du professeur Muller (Muller-Thurgau) et aboutit à créer quatre nouveaux cépages :
1. 13.0.25 croisement du Raboso Piave et du Muscat de Hambourg
2. 2.15 croisement du Prosecco (Glera) et du Cabernet Sauvignon
3. 6.013 croisement du Pinot blanc et du Riesling
4. 1.50 croisement du Trebbiano et du Traminer